# Křetín - zámek
Křetín - zámek este o arie protejată (arie specială de conservare — SAC, sit de importanță comunitară — SCI) din Republica Cehă întinsă pe o suprafață de 0,09 ha, integral pe uscat.

## Localizare
Centrul sitului Křetín - zámek este situat la coordonatele 49°33′48″N 16°30′04″E / 49.563333°N 16.501111°E.

## Înființare
Situl Křetín - zámek a fost declarat sit de importanță comunitară în aprilie 2005 pentru a proteja 1 specie de animale. Situl a fost protejat și ca arie specială de conservare în ianuarie 2017.

## Biodiversitate
Situată în ecoregiunea continentală, aria protejată nu include niciun habitat protejat.
La baza desemnării sitului se află o specie protejată de  mamifere: liliacul mic cu potcoavă (Rhinolophus hipposideros).